# Bombus hortorum
Bombus hortorum vrsta je bumbara iz porodice Apidae.